# Isocorismato sintasi
La corismato sintasi è un enzima numero EC 5.4.4.2 appartenente alla classe delle isomerasi, che catalizza la seguente reazione di isomerizzazione:
corismato {\displaystyle \rightleftharpoons } isocorismato